# Castle Rock Entertainment
Castle Rock Entertainment är ett amerikanskt film- och TV-bolag som grundades 1987. Företaget är uppkallad efter den fiktiva platsen "Castle Rock" från William Goldings roman Flugornas herre. Castle Rock Entertainment har producerat bland annat En främlings hjärta, Flugornas herre, Nyckeln till frihet och Den gröna milen.
Företaget köptes 1993 av Turner Entertainment.